# Stenophrixothrix montanus
Stenophrixothrix montanus är en skalbaggsart som beskrevs av Wittmer 1976. Stenophrixothrix montanus ingår i släktet Stenophrixothrix och familjen Phengodidae. Inga underarter finns listade i Catalogue of Life.